# GuD-Kraftwerk Hamm-Uentrop
Das GuD-Kraftwerk Hamm-Uentrop ist ein Gas-und-Dampf-Kombikraftwerk in Uentrop. Es hat eine Leistung von 850 MW.

## Technik

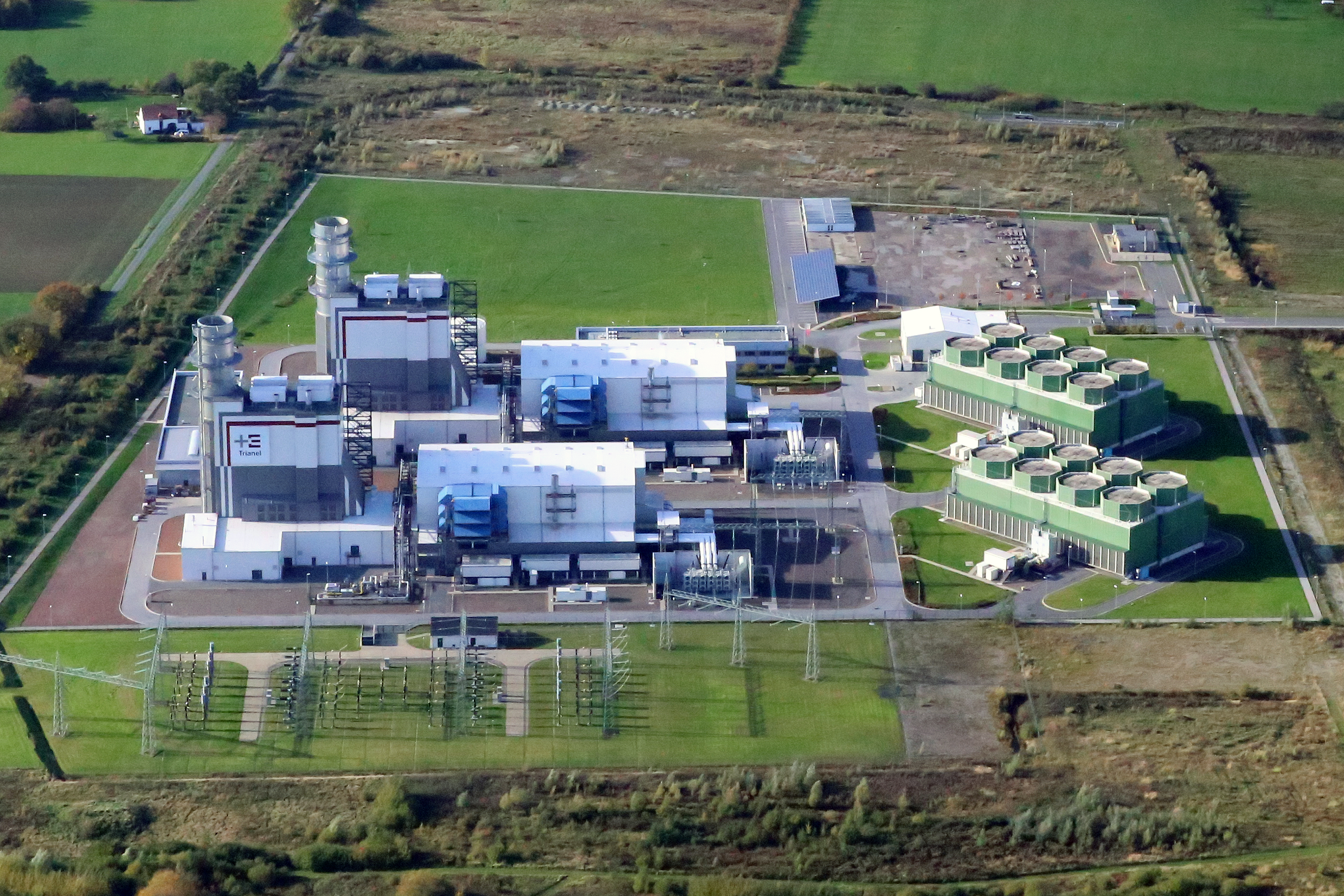
Trianel-Kraftwerk in Hamm aus der Luft, 2013

Das Kraftwerk besteht aus zwei Blöcken mit einer Leistung von jeweils 425 Megawatt und einem Wirkungsgrad von 57,7 %. Jeder Block verfügt über eine Gasturbine und eine Dampfturbine mit einem gemeinsamen Generator auf einer Welle; sowohl Turbinen als auch Generatoren wurden von Siemens hergestellt. Das Kraftwerk speist auf der 380-kV-Ebene über die Schaltanlage Geithe in das Übertragungsnetz von Amprion ein. Zur Kühlung wird das Wasser des Datteln-Hamm-Kanals genutzt und anschließend teilweise in die Lippe zurückgepumpt.
Nachdem im Juli 2004 die finale Investitionsentscheidung getroffen worden war, fand im September 2005 der Baubeginn statt. Das Kraftwerk ging am 1. Januar 2008 in Betrieb. Pro Jahr können rund 6,4 TWh Strom erzeugt werden. Da sich die Marktbedingungen für Gaskraftwerke verglichen mit Kohlekraftwerken verschlechtert hatten, wird das Kraftwerk seit Sommer 2015 im "Optimierten Minimalbetrieb" gefahren. Im Rahmen der optimierten Betriebsweise produziert das Kraftwerk Strom in den Stunden mit einem ausreichend hohen Börsenstrompreis und wird für die Bereitstellung von Regelenergie eingesetzt. Seit Mitte August 2016 konnte das Kraftwerk tageweise wieder im Grundlastbetrieb betrieben werden. Marktbeobachter halten es aber für unwahrscheinlich, dass bereits ein nachhaltiger Trend in der Stromerzeugung eingeläutet wurde.
| Block | Brennstoff | El. Nettoleistung | Baubeginn  | Inbetriebnahme | Stilllegung | Status     |
| ----- | ---------- | ----------------- | ---------- | -------------- | ----------- | ---------- |
| 10    | Erdgas     | 425 MW            | 01.09.2005 | 01.01.2008     |             | in Betrieb |
| 20    | Erdgas     | 425 MW            | 01.09.2005 | 01.01.2008     |             | in Betrieb |

## Betreiber und Eigentümer
Betreiber des Kraftwerks ist die Trianel Gaskraftwerk Hamm GmbH & Co. KG. An dieser sind folgende regionalen Energieversorger und Stadtwerke beteiligt:
- Allgäuer Überlandwerk GmbH
- Cogas Facilitair B.V., Almelo (NL)
- Energie- und Wasserversorgung Rheine GmbH
- ENNI Energie Wasser Niederrhein GmbH, Moers
- enwor energie und wasser vor ort GmbH, Herzogenrath
- EWMR Energie- und Wasserversorgung Mittleres Ruhrgebiet GmbH, Bochum
- Hertener Stadtwerke GmbH
- GSW Gemeinschaftsstadtwerke GmbH, Kamen-Bönen-Bergkamen
- N.V. ONS Houdstermaatschappij, Schiedam (NL)
- RhönEnergie Fulda GmbH
- Salzburg AG (A)
- Stadtwerke Borken/Westf. GmbH
- Stadtwerke Bonn GmbH
- Stadtwerke Dachau GmbH
- Stadtwerke Fröndenberg GmbH
- Stadtwerke Hamm GmbH
- Stadtwerke Lengerich GmbH
- Stadtwerke Lünen GmbH
- Stadtwerke Osnabrück AG
- Stadtwerke Schwäbisch Hall GmbH
- Stadtwerke Soest GmbH
- Stadtwerke Solingen GmbH
- Stadtwerke Ulm/Neu-Ulm GmbH
- Stadtwerke Unna GmbH
- STAWAG Energie GmbH
- SWK Energie GmbH, Krefeld
- Teutoburger Energienetzwerk e.G.
- Trianel GmbH

## Nachweise
1. ↑  Trianel Gas- und Dampfkraftwerk Hamm: Daten und Fakten zum Kraftwerk, abgerufen am 17. Mai 2014.
2. ↑  Trianel Gas- und Dampfkraftwerk Hamm: Technische Daten eines Kraftwerkblocks, abgerufen am 17. Mai 2014.
3. ↑  Kraftwerksliste Bundesnetzagentur (bundesweit; alle Netz- und Umspannebenen) Stand 16. Oktober 2013 (Memento vom 11. Dezember 2013 im Internet Archive), abgerufen am 18. November 2013.
4. ↑  Trianel Gas- und Dampfkraftwerk Hamm: Das Funktionsschema, abgerufen am 17. Mai 2014.
5. 1 2  Projektverlauf. Abgerufen am 20. Februar 2019.
6. ↑  http://www.stadtwerke-hall.de/ueber-uns/energieerzeugung.html
7. ↑  Trianel-Gas-Kraftwerk in Uentrop bleibt am Netz. 17. August 2015, abgerufen am 9. September 2016.
8. ↑  Trianel Gaskraftwerk Hamm bleibt am Netz. Abgerufen am 9. September 2016.
9. ↑  German gas units generate baseload for first time in years  (Memento vom 2. September 2016 im Internet Archive). In: Montel, 25. August 2016. Abgerufen am 31. August 2016.
10. ↑  Trianel deckt Grundlast mit Gaskraftwerk – was RWE und E.ON sagen. In: IWR, 31. August 2016. Abgerufen am 31. August 2016.
11. ↑  energate messenger+: Gaskraftwerke übertrumpfen die Kohle. Archiviert vom Original am 13. September 2016; abgerufen am 9. September 2016.
12. ↑  GuD-Kraftwerk in Hamm-Uentrop (Memento vom 18. Mai 2014 im Internet Archive)
13. ↑  Trianel Gas- und Dampfkraftwerk Hamm: Über uns, abgerufen am 17. Mai 2014.